# Jerzy Ustupski
Jerzy Ustupski est un rameur polonais, né le 1er avril 1911 à Zakopane et mort le 3 octobre 2004 dans la même ville

## Biographie

### Palmarès

#### Aviron aux Jeux olympiques
- 1936 à Berlin,  Allemagne
  -  Médaille de bronze en deux de couple avec Roger Verey[1].